# Дворец Дюркхайм
Дворец Дюркхайм (нем. Palais Dürckheim) — здание в Мюнхене (Германия), построенное в 1842—1844 годах по проекту архитектора Франца Якоба Кройтера (1813—1889). Возведено как «Дворец дворянства» по заказу королевского камергера и главного гофмейстера графа Фридриха Вильгельма Альфреда фон Дюркхайма-Монмартена.
С мая 2006 года здесь разместилась так называемая «Дворцовая пинакотека». Таким образом, три мюнхенские пинакотеки обрели образовательный центр в городском музейном квартале «Ареал искусства».